# Aérodrome d'Aix - Les Milles
 (septembre 2014).
Si vous disposez d'ouvrages ou d'articles de référence ou si vous connaissez des sites web de qualité traitant du thème abordé ici, merci de compléter l'article en donnant les références utiles à sa vérifiabilité et en les liant à la section « Notes et références ».
L’aérodrome d'Aix-Les Milles est un aérodrome du département des Bouches-du-Rhône, situé aux Milles, entre la ZAC de la Pioline et l'europole de l'Arbois.

## Historique
En 2014, la société Aéroport Marseille-Provence gérait la zone civile de l’aérodrome d’Aix-en-Provence, implanté sur un site militaire.
En 2015 est accueilli le tournage du long métrage Un homme à la hauteur (sortie en 2016). Les tournages sont opérés dans les environs de l'aérodrome d'Aix - Les Milles (source : générique), également visible dans le film. Le largage du parachutiste en fin de film est réalisé par un Cessna 206 immatriculé F-HGAZ (c/n U206-05584), lui aussi basé à l'aérodrome d'Aix - Les Milles.
La société Edeis gère l'aérodrome d'Aix - Les Milles depuis janvier 2018.

## Infrastructures
Cet aérodrome est ouvert au trafic national et international commercial, non régulier, ainsi avions privés et aux VFR. Le trafic maximum, s'élève à environ, 60 000 mouvements d'avions par an. Sa piste, peut accueillir des aéronefs de plus de 30 tonnes. Il n'est pas équipé pour le vol de nuit et, ne dispose pas de services douaniers.

## Entreprises ou associations implantées sur l'aérodrome
- ACAM (Aéroclub Aix-Marseille)
- Aéroclub du soleil XIII (Aéroclub)
- AeroAixperimental (Club RSA)
- Aix Handling (Société)
- Aviation Service (Société)
- Edeis (Gestionnaire de l'aérodrome)
- Provence Aviation (Aéroclub)
- Rotor Club Aixois (Aéroclub Hélicoptère ATO 0244)[2]
- Sky Explorer : Air Center (École agrée ATO 0188)
- Sky Explorer : Sim Center
- Twin Jet (compagnie aérienne)
- Aix Ulm (école de pilotage)
- Les Zèles 114 : Société (restaurant)
- Air Play Parachutisme

## Nuisances sonores
En 2007, l’aérodrome Aix-les Milles a été doté d’une charte et d’un comité de suivi par décision de la CCE (Commission consultative de l’environnement) présidée par le sous-préfet des Bouches-du-Rhône.